# Ковалюв (Любуське воєводство)
Ковалюв (пол. Kowalów) — село в Польщі, у гміні Жепін Слубицького повіту Любуського воєводства.
Населення — 921 особа (2011).
У 1975-1998 роках село належало до Гожовського воєводства.

## Демографія
Демографічна структура станом на 31 березня 2011 року:
|          | Загалом | Допрацездатний вік | Працездатний вік | Постпрацездатний вік |
| -------- | ------- | ------------------ | ---------------- | -------------------- |
| Чоловіки | 446     | 114                | 308              | 24                   |
| Жінки    | 475     | 87                 | 296              | 92                   |
| Разом    | 921     | 201                | 604              | 116                  |